# Рендсбург
Рендсбург (нім. Rendsburg) — місто в Німеччині, розташоване в землі Шлезвіг-Гольштейн. Адміністративний центр району Рендсбург-Екернферде.
Площа — 23,72 км2. Населення становить 28 705 ос. (станом на 31 грудня 2020).

## Уродженці
- Готтфрід Гансен (1881—1976) — німецький військово-морський діяч, адмірал крігсмаріне.
- Ґюде Єнсен (* 1989) — німецький політичний діяч, депутат Бундестаґу.